# Maël-Carhaix
Maël-Carhaix (in bretone Mêl-Karaez) è un comune francese di 1 620 abitanti situato nel dipartimento delle Côtes-d'Armor nella regione della Bretagna.

## Società

### Evoluzione demografica
Abitanti censiti